# Lode Van Hecke
Lode Van Hecke OCSO (Roeselare, Flandes, 16 de marzo de 1950) es un prelado católico belga que se desempeña como obispo de Gante. Anteriormente fue abad de la Abadía Orval desde el 2007 hasta noviembre del 2019. Monje desde 1976, es el único trapense que ha sido nombrado obispo de una diócesis belga.

## Biografía
Van Hecke nació en Roeselare, Flandes Occidental, el 16 de marzo de 1950. Después de graduarse de la escuela secundaria, pasó un año en el seminario de Brujas y luego estudió filosofía en la Universidad Católica de Lovaina. Interrumpió sus estudios para el servicio militar y se convirtió en secretario del capellán jefe del ejército belga. Regresó nuevamente a la universidad en donde estaba estudiando y obtuvo su licenciatura en filosofía con una disertación sobre A. N. Whitehead. El 24 de septiembre de 1976 ingresó en la Abadía de Orval y tomó sus votos perpetuos como trapense el 6 de marzo de 1983. Obtuvo el grado de Licenciado en Teología Sagrada de la Universidad de Lovaina en 1988, con una tesis sobre Bernardo de Clairvaux, y fue ordenado sacerdote el 20 de agosto de 1995.
En Orval se desempeñó como maestro de novicios de 1990 a 1998, director de la cervecería de 1998 a 2001 y prior y tesorero del 2000 al 2002. Dejó la Abadía para trabajar como secretario del Abad General de los Cistercienses en Roma del 2002 al 2004. Volviendo a Orval, en el 2005 se convirtió en maestro invitado. Fue elegido abad de Orval el 25 de enero del 2007 e instalado el 2 de junio.
El papa Francisco lo nombró obispo de Gante el 27 de noviembre del 2019. Recibió su consagración episcopal de manos de Jozef De Kesel, arzobispo de Malinas-Bruselas, el 23 de febrero del 2020 en un servicio al que asistieron la Reina Paola y representantes de las comunidades musulmana y judía.

## Obras
- «Le désir dans l'expérience religieuse. L'homme réunifié. Relecture de saint Bernard». Cerf (Paris). 1990. ISBN 978-2204042109.
- «Méditer avec Saint Bernard». Salvator (Paris). 2015. ISBN 978-2706712159.

- Datos: Q76612583
- Multimedia: Lode Van Hecke / Q76612583